# Île Boiret
L'Île Boiret est une île située sur la Vienne appartenant à la commune française de Candes-Saint-Martin, dans le département d'Indre-et-Loire, en région Centre-Val de Loire.

## Description

ZNIEFF de lîle Boiret

Elle s'étend sur 2,25 km de longueur pour une largeur d'environ 140 m. Elle fait partie de la ZNIEFF (Zones Naturelles d'Intérêt Écologique, Faunistique et Floristique).